# Organic Letters
Organic Letters (Org. Lett.) – recenzowane czasopismo naukowe wydawane przez American Chemical Society od 1999 roku. Publikuje krótkie artykuły dotyczące aktualnych badań z chemii organicznej. Impact factor tego czasopisma w 2014 wynosił 6,364.
Organic Letters jest indeksowane przez: CAS, Scopus, EBSCOhost, British Library, PubMed, Web of Science oraz SwetsWise.
Redaktorem naczelnym jest Amos B. Smith, III – profesor University of Pennsylvania.